# Григорий (Стефанов)
Митрополи́т Григо́рий (в миру Йорго Иванов Стефанов; 10 октября 1950, село Козаревец, Великотырновская область, Болгария) — архиерей Болгарской православной церкви, с 6 марта 1994 года — митрополит Великотырновский.

## Биография
Начальное образование получил в родном селе. Окончил Горнооряховский машиностроительный техникум СПТУ «Киро Конаров». После прохождения военной службы, в 1968 году поступил послушником в Великотырновский Преображенский монастырь, где в феврале 1974 году митрополитом Великотырновским Стефаном (Стайковым) был пострижен в монашество с именем Григорий и в том же году был им рукоположён в сан иеродиакона.
В 1979 году окончил богословский факультет Софийской духовной академии.
В 1980 году рукоположён в сан иеромонаха и назначен протосинкеллом Старозагорской митрополии. 6 декабря 1981 года был возведён в сан архимандрита.
В 1982-1983 годах специализировался в Университете Невшателя, в 1983—1984 годах — в Экуменическом институте Боссэ в Швейцарии, в 1984 году — во Фрибурском университете, в 1984—1985 годах — в Selly Oak Colleges в Бирмингеме в Англии. После возвращения в Болгарию, занял прежний пост протосинкелла Старозагорской епархии.
22 декабря 1985 года в Патриаршем соборе святого Александра Невского был хиротонисан во епископа Константийского и назначен викарием Старозагорской митрополии, а в 1987 году — викарием Великотырновской митрополии.
В 1990 году становится ректором Пловдивской духовной семинарии, но в том же году переведён ректором в Софийскую духовную семинарию. В данной должности оставался до 1994 года.
С 1992 по 1994 годы временно управлял Врачанской епархией.
27 февраля 1994 года был избран, а 6 марта утверждён митрополитом Великотырновским.
C 1994 по 1995 годы был временно управляющим Старозагорской митрополией.
17 января 2012 года государственной комиссией по раскрытию принадлежности граждан к работе на органы Госбезопасности и армейскую разведку Болгарии в коммунистический период (деятельность комиссии получила одобрение от Синода Болгарской православной церкви), были обнародованы данные, что митрополит Григорий 6 ноября 1975 года был завербован сотрудником спецслужб Иваном Стояновым Тотевым и с 14 ноября 1975 года проходил как агент Ваньо, сотрудничавший с ОУ на МВР-В. Търново-ДС; ОУ на МВР-Ст. Загора-ДС; ДС, управление VI-III-I.